# Laos en los Juegos Paralímpicos de Tokio 2020
Laos estuvo representado en los Juegos Paralímpicos de Tokio 2020 por un deportista masculino. El equipo paralímpico laosiano no obtuvo ninguna medalla en estos Juegos.